# Telescopio Bernard Lyot
Il telescopio Bernard Lyot è un telescopio riflettore in configurazione Cassegrain situato presso l'osservatorio del Pic du Midi sui monti Pirenei a 2878 metri di altezza. Con il suo specchio di 2 metri di diametro è il più grande telescopio della Francia continentale. Dal 2006 utilizza lo spettrografo NARVAL.